# Muerte de Adolf Hitler

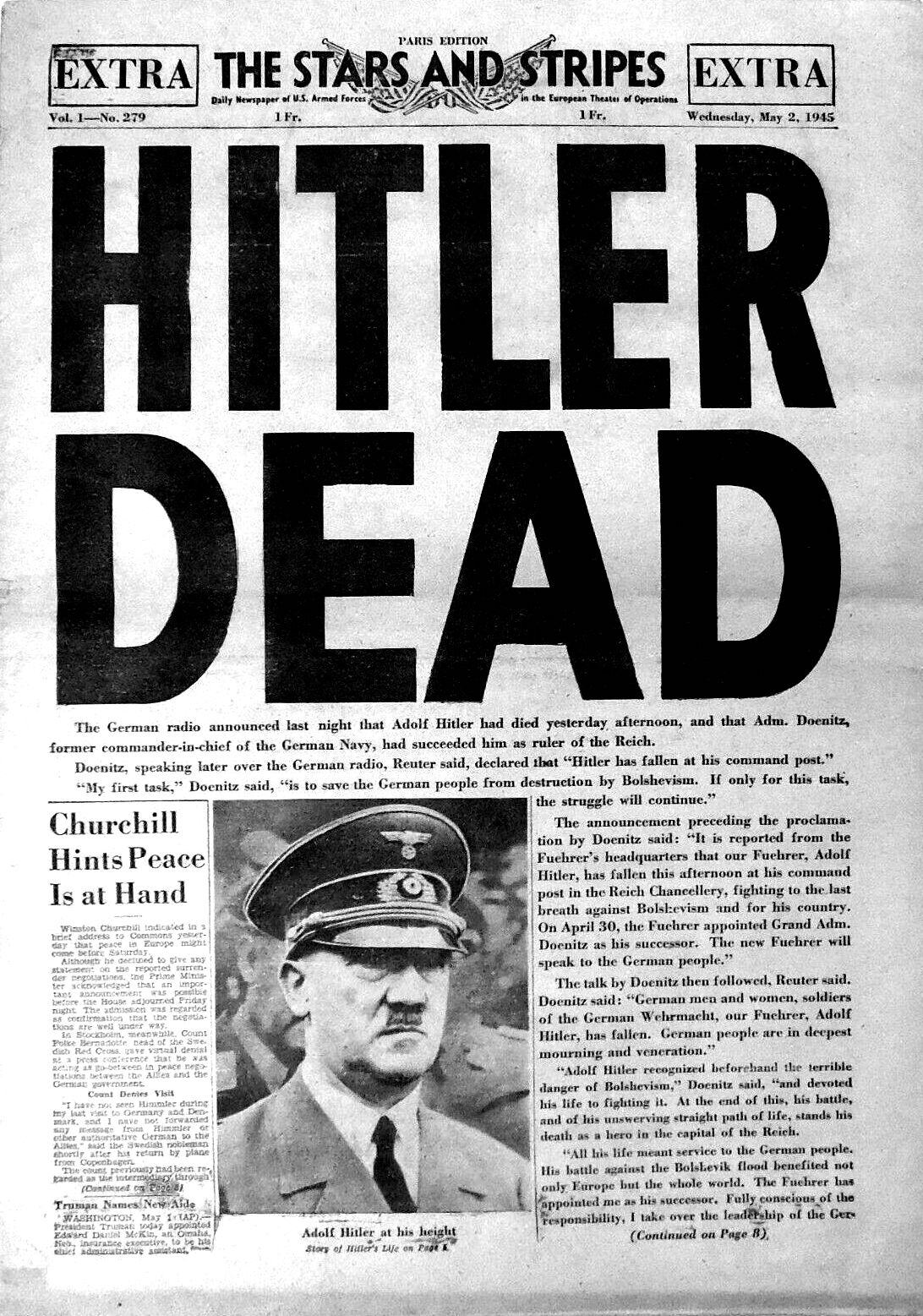
Portada del 2 de mayo de 1945 del diario militar estadounidense The Stars and Stripes, con las noticias de la muerte de Hitler.

La muerte de Adolf Hitler, líder del Partido Nacionalsocialista Obrero Alemán (1921-1945) y Führer y Reichskanzler del Tercer Reich (1933-1945), se produjo el 30 de abril de 1945 en el Führerbunker de Berlín; Hitler se suicidó con un disparo con arma de fuego en la cabeza junto a su esposa Eva Braun, quien recurrió al envenenamiento por cianuro. De acuerdo con el testamento y las instrucciones verbales de Hitler, esa tarde sus cuerpos fueron llevados escaleras arriba a través de la salida de emergencia del búnker, rociados con gasolina y quemados en el jardín de la Cancillería del Reich. Los registros guardados en los archivos soviéticos muestran que los restos quemados fueron recuperados y enterrados en lugares sucesivos hasta 1946. Fueron exhumados nuevamente e incinerados en 1970 y las cenizas fueron dispersadas.
Las versiones difieren en cuanto a la causa de la muerte; una versión afirma que murió solo por veneno y otra por un disparo autoinfligido mientras mordía una ampolla de cianuro. Los historiadores contemporáneos han rechazado estas versiones como propaganda soviética o un intento de compromiso para conciliar las diferentes conclusiones. Un testigo ocular declaró que el cadáver de Hitler mostraba signos de haber recibido un disparo por la boca, pero esto se ha demostrado como poco probable. Los restos dentales encontrados en el cadáver se compararon con sus registros dentales en 1945.
Por razones políticas, la URSS presentó varias versiones del destino final del cuerpo de Hitler. Sostuvieron en los años inmediatamente posteriores a la guerra que no estaba muerto, sino que había huido y estaba siendo protegido por los antiguos Aliados occidentales de la Segunda Guerra Mundial.

## Eventos previos
A principios de 1945, Alemania estaba al borde del colapso militar total. El Gobierno General de los territorios polacos ocupados había caído ante el avance del Ejército Rojo de la Unión Soviética, que se estaba preparando para cruzar el Óder entre Küstrin (Kostrzyn nad Odrą) y Fráncfort con el objetivo de capturar Berlín, a 82 km al oeste. Las fuerzas alemanas habían perdido recientemente ante los Aliados en la ofensiva de las Ardenas, con la que las fuerzas británicas y canadienses cruzaron el Rin hacia el corazón industrial alemán del Ruhr. Las fuerzas estadounidenses en el sur habían capturado Lorena y avanzaban hacia Maguncia, Mannheim y el Rin. En Italia, las tropas alemanas se retiraban hacia el norte, ya que fueron presionadas por las fuerzas estadounidenses y de la Mancomunidad de Naciones como parte de la ofensiva de primavera para avanzar a través del Po y hacia los piedemontes de los Alpes.

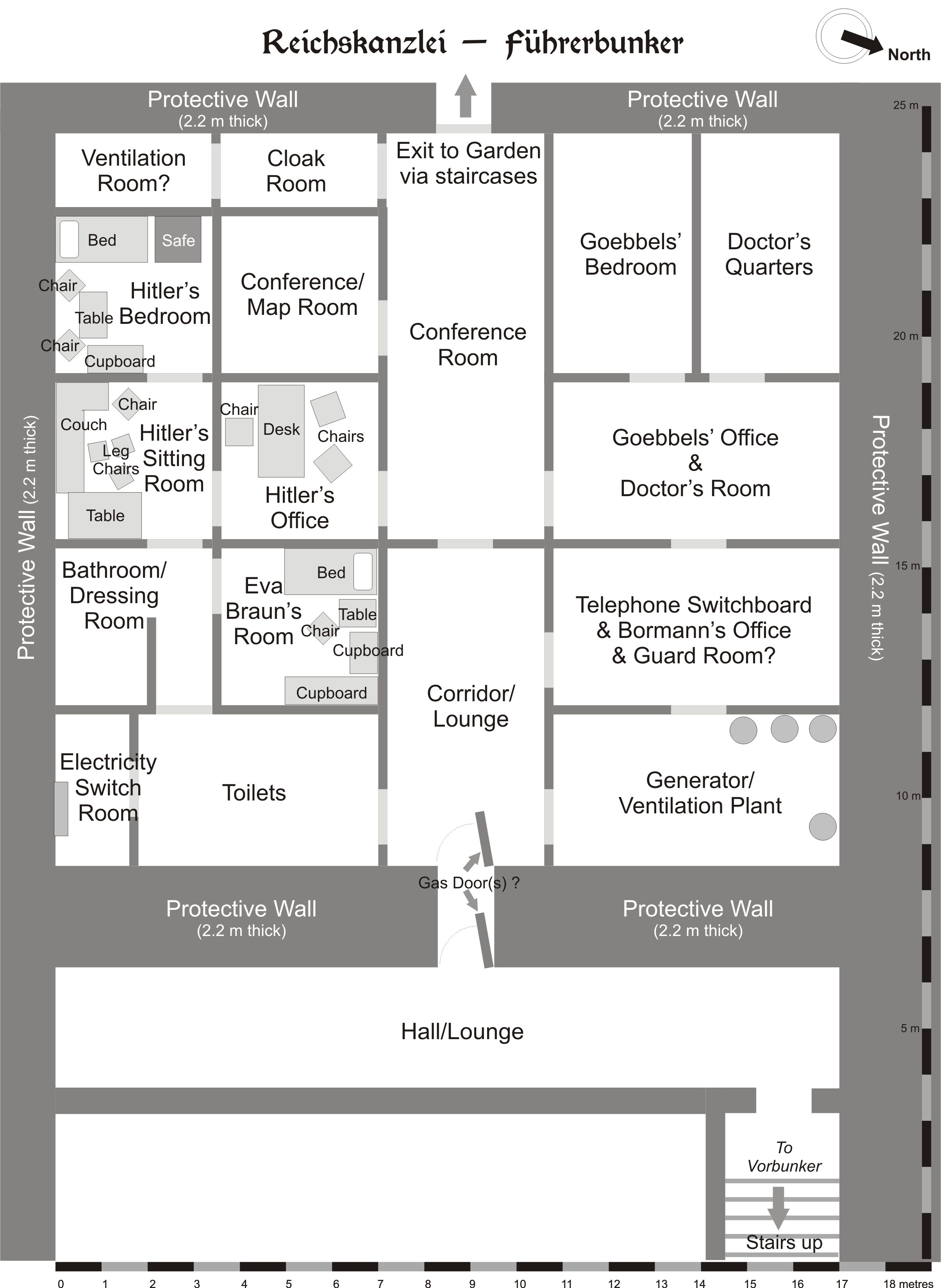
Diagrama esquemático del Führerbunker.

Hitler se había retirado a su Führerbunker en Berlín el 16 de enero de 1945. Para los líderes nazis era claro que la batalla de Berlín sería la ofensiva final de la guerra en Europa. Unos 325 000 soldados del Grupo de Ejércitos B (Heeresgruppe B) fueron rodeados y capturados el 18 de abril, lo que dejó el paso abierto para que los estadounidenses llegaran a Berlín. Para el 11 de abril los estadounidenses habían cruzado el Elba, a 100 kilómetros al oeste de la ciudad. El 16 de abril, las fuerzas soviéticas en el este cruzaron el Óder y comenzaron la batalla por las colinas de Seelow, la última línea defensiva importante que protegía Berlín de ese lado. Para el 19 de abril, los alemanes estaban en plena retirada de las colinas de Seelow, no dejando vanguardia. Berlín fue bombardeado por la artillería soviética por primera vez el 20 de abril —ese día también era el cumpleaños de Hitler—. En la tarde del 21 de abril, los tanques del Ejército Rojo llegaron a las afueras de la ciudad.
En la conferencia de la tarde del 22 de abril, Hitler sufrió un colapso nervioso total cuando se le informó que no habían sido obedecidas las órdenes de contraatacar que había emitido el día anterior al Armeeabteilung Steiner («destacamento del ejército Steiner») del General der Waffen-SS Felix Steiner. Hitler lanzó una diatriba contra la traición y la incompetencia de sus comandantes, que culminó con una declaración, por primera vez, de que la guerra se había perdido. Además, anunció que se quedaría en Berlín hasta el final y luego se pegaría un tiro. Más tarde ese día, preguntó al SS-Obersturmbannführer Werner Haase, un médico de las SS, sobre el método más confiable de suicidio. Haase sugirió el «método de pistola y veneno», es decir, combinar una dosis de cianuro con un disparo en la cabeza. El jefe de la Luftwaffe, Reichsmarschall Hermann Göring, se enteró de esto y envió un telegrama a Hitler pidiéndole permiso para asumir el liderazgo del Reich, en cumplimiento con el decreto de 1941 que lo nombraba como su sucesor. El secretario de Hitler, Reichsleiter Martin Bormann, lo convenció de que Göring estaba amenazando con un golpe de Estado. Como respuesta, Hitler informó a Göring que sería ejecutado a menos que renunciara a todos sus puestos. Más tarde ese día, retiró a Göring de todos sus cargos, lo expulsó del NSDAP y ordenó su arresto.
Para el 27 de abril, Berlín estaba aislada del resto de Alemania. Se habían perdido las comunicaciones de radio seguras con las unidades defensivas; el personal de comando en el búnker dependía de las líneas telefónicas para pasar instrucciones y órdenes, y de la radio pública para recibir noticias e información. El 28 de abril, Hitler recibió un informe de la BBC proveniente de Reuters, que afirmaba que el Reichsführer-SS Heinrich Himmler había ofrecido rendirse a los Aliados occidentales, pero la oferta fue rechazada. Himmler había insinuado a los Aliados que tenía autoridad para negociar una rendición, algo que Hitler consideró una traición. Esa tarde, su ira y la amargura se intensificaron contra Himmler; Hitler ordenó su arresto y le dispararon al SS-Gruppenführer Hermann Fegelein, representante de las SS de Himmler en el cuartel del Führer.

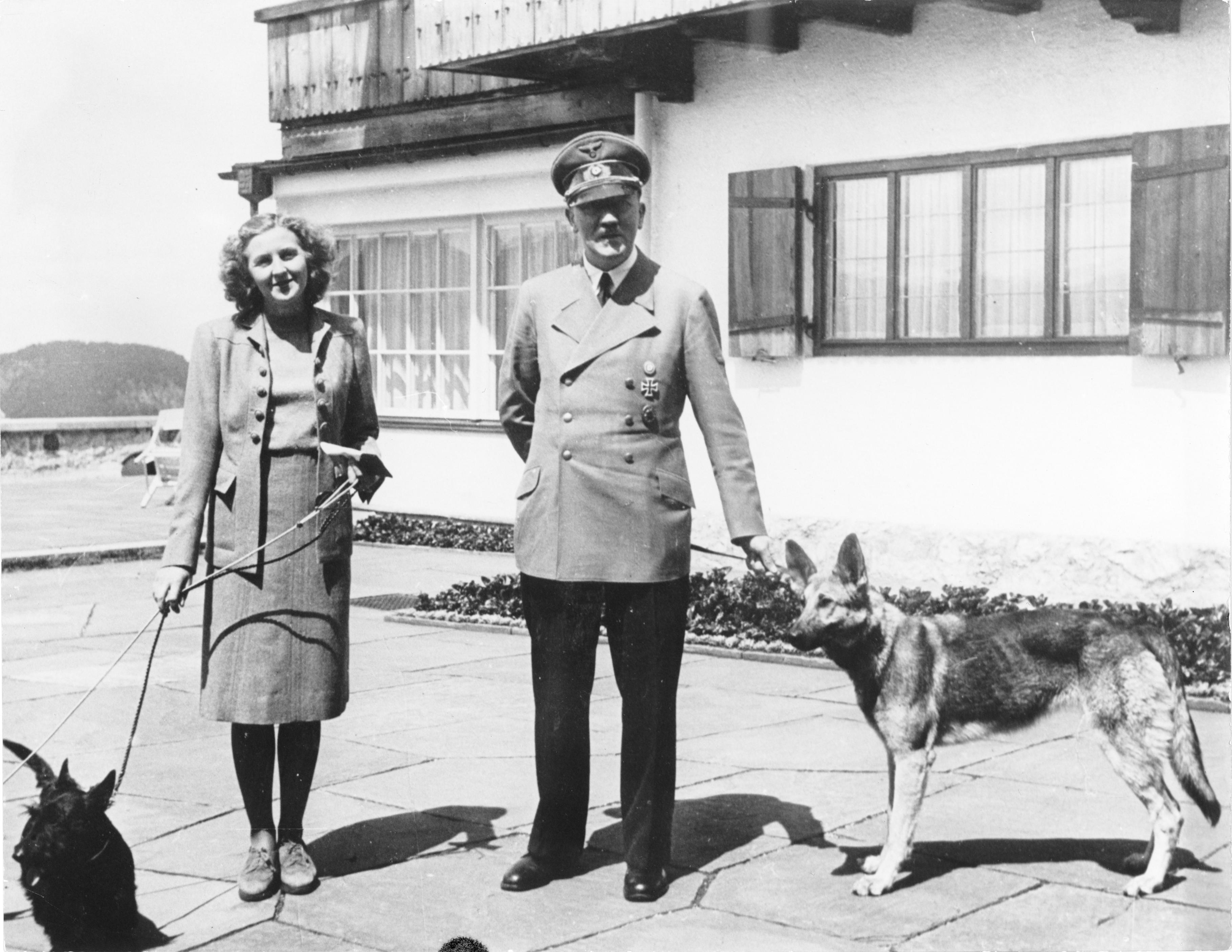
Eva Braun y Hitler con su perra Blondi en junio de 1942.

Para entonces, el Ejército Rojo había avanzado a la Potsdamer Platz y todo indicaba que se estaban preparando para asaltar la Cancillería del Reich. Este informe y la traición de Himmler llevaron a Hitler a tomar las últimas decisiones de su vida. Poco después de la medianoche del 29 de abril, se casó con Eva Braun en una pequeña ceremonia civil en una sala de mapas del Führerbunker. Hitler luego organizó un modesto desayuno de bodas con su nueva esposa y posteriormente llevó a la secretaria Traudl Junge a otra habitación para dictar su última voluntad y testamento. Dejó instrucciones a realizar inmediatamente después de su muerte, con el Großadmiral Karl Dönitz y Joseph Goebbels asumiendo los cargos de Hitler como jefe de Estado y canciller, respectivamente. Firmó estos documentos a las 04:00 h y luego se retiró a la cama. Algunas fuentes indican que dictó su última voluntad y testamento inmediatamente antes de la boda, pero los demás concuerdan en el momento de la firma.
En la tarde del 29 de abril, Hitler se enteró de que su aliado Benito Mussolini había sido ejecutado por partisanos comunistas. Los cuerpos de Mussolini y su amante Clara Petacci fueron colgados de sus talones y, posteriormente, los cadáveres fueron mutilados y arrojados a la alcantarilla, donde los disidentes italianos se burlaron de ellos. Estos eventos pueden haber fortalecido su determinación de no permitirse que él o su esposa se conviertan en un «espectáculo», como había registrado anteriormente en su testamento. Dudando de la eficacia de las ampollas de cianuro distribuidas por el SS-Obersturmbannführer Ludwig Stumpfegger, otro médico de las SS, Hitler ordenó a Haase que hiciera una prueba a su perra Blondi, que murió al poco tiempo.

## Suicidio
Hitler y Braun vivieron juntos como marido y mujer en el búnker durante menos de cuarenta horas. A la 01:00 h del 30 de abril, el Generalfeldmarschall Wilhelm Keitel había informado que todas las fuerzas de las que Hitler había dependido para liberar Berlín habían sido rodeadas o forzadas a la defensiva. Alrededor de las 02:30 h, Hitler apareció en el corredor donde unas veinte personas, en su mayoría mujeres, se reunieron para despedirse. Caminó por la fila y estrechó la mano de cada uno de ellos antes de retirarse a sus habitaciones. A última hora de la mañana, con los soviéticos a menos de 500 m del búnker, Hitler se reunió con el General der Artillerie Helmuth Weidling, comandante del Área de Defensa de Berlín, quien le reportó que la guarnición probablemente se quedaría sin municiones esa noche y que los combates en la capital terminarían inevitablemente en las próximas veinticuatro horas. Weidling le pidió nuevamente permiso a Hitler para una evasión, aunque este no respondió y por ello tuvo que regresar a su cuartel general en el Bendlerblock. Alrededor de las 13:00 h recibió la autorización para intentar una escapada esa noche. Hitler, dos secretarias y su cocinera personal Constanze Manziarly almorzaron, para luego despedirse de los miembros del personal del Führerbunker y otros ocupantes, entre los que estaban Bormann, Goebbels y su familia, las secretarias y varios oficiales militares. Alrededor de las 14:30 h, Hitler y Braun entraron en el estudio personal.

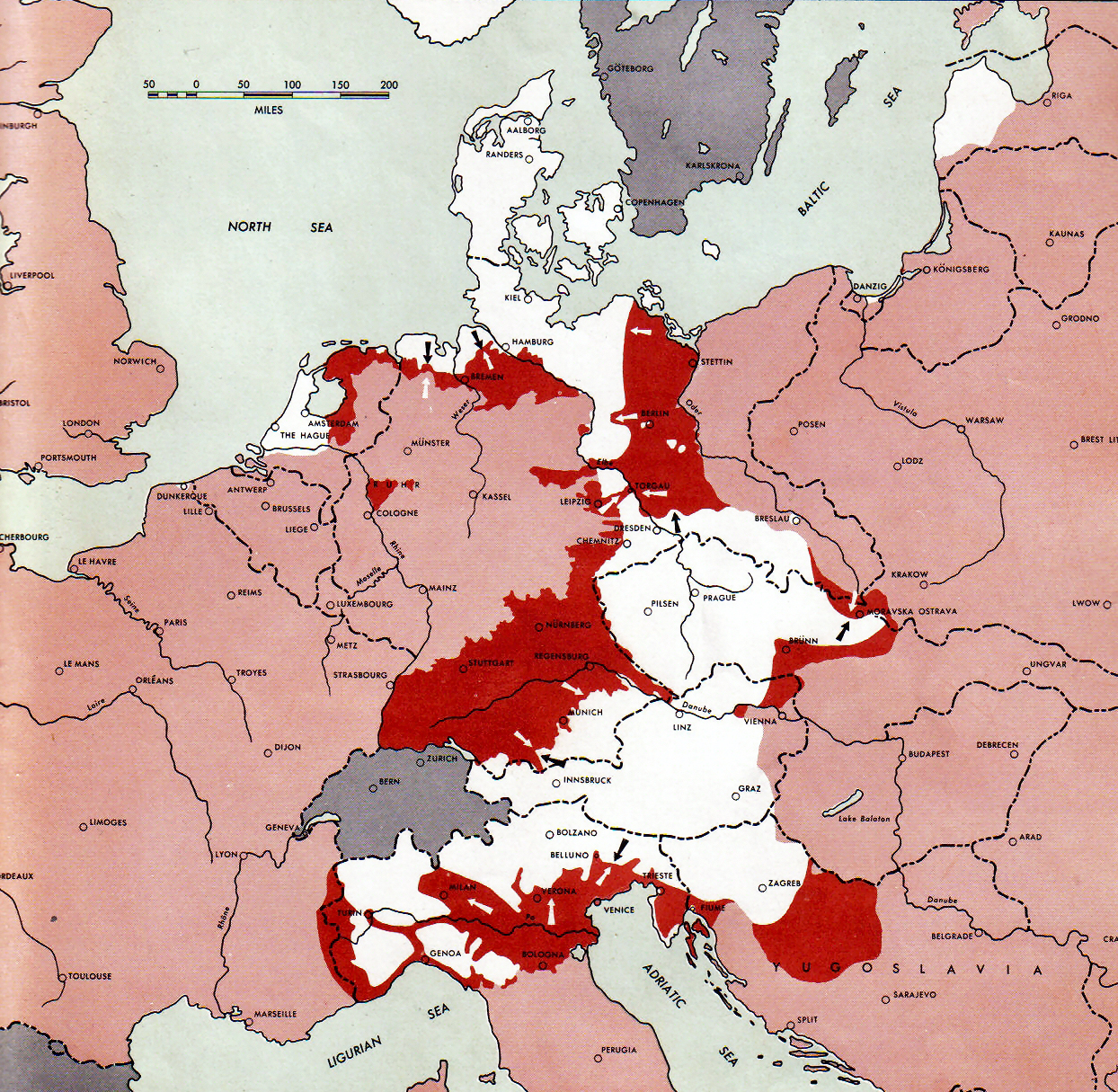
Situación de la Segunda Guerra Mundial en Europa al momento de la muerte de Hitler. Las áreas blancas estaban bajo control de las fuerzas nazis, las rosadas por los Aliados y las rojas indican avances recientes de estos últimos.

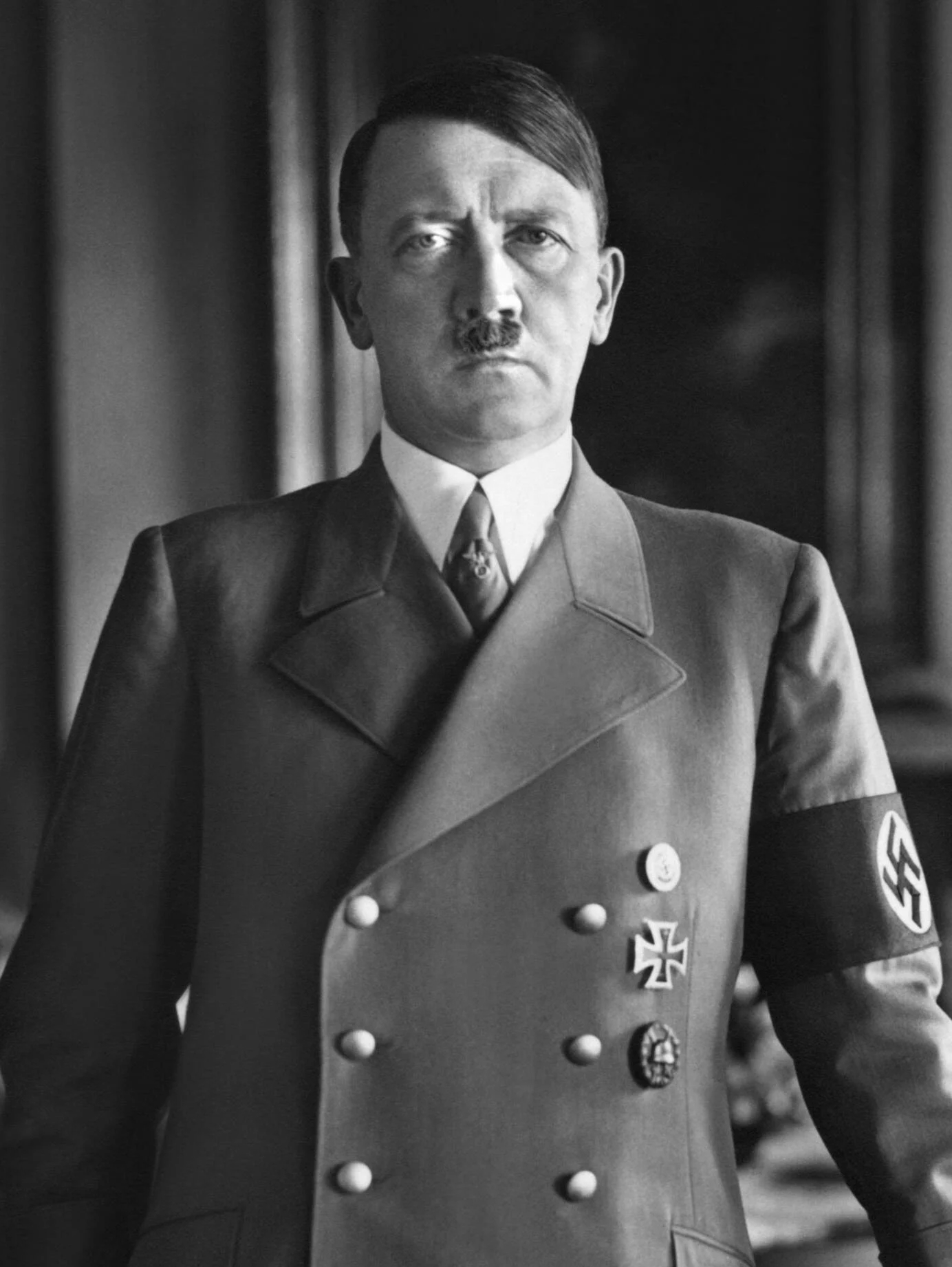
Adolf Hitler en una fotografía

Varios testigos informaron más tarde que escucharon un fuerte disparo, aproximadamente a las 15:30 h. Después de esperar unos minutos, el ayuda de cámara de Hitler, SS-Obersturmbannführer Heinz Linge, abrió la puerta del estudio con Bormann acompañándolo. Linge luego declaró que notó de inmediato un aroma a almendras quemadas, una observación común en presencia de ácido prúsico (antiguo nombre del cianuro de hidrógeno). El ayudante personal de Hitler, SS-Sturmbannführer Otto Günsche, ingresó al estudio y encontró los dos cuerpos sin vida en el sofá. Eva, con las piernas estiradas, estaba a la izquierda de Hitler y se había desplomado lejos de él. Günsche declaró que Hitler estaba «sentado, hundido, con sangre goteando de su sien derecha. Se había disparado con su propia pistola, una PPK 7.65». El arma yacía a su pies  y, según el SS-Oberscharführer Rochus Misch, la cabeza de Hitler estaba tendida sobre la mesa frente a él. La sangre que goteaba de la sien derecha y la barbilla había hecho una gran mancha en el brazo derecho del sofá y se acumulaba en la alfombra. Según Linge, el cuerpo de Eva no tenía heridas físicas visibles y su rostro mostraba cómo había muerto, por envenenamiento con cianuro. Günsche y el SS-Brigadeführer Wilhelm Mohnke declararon «inequívocamente» que los extraños y los que realizaban tareas y trabajos en el búnker «no tuvieron acceso» a las habitaciones privadas de Hitler en el momento de la muerte (entre las 15:00 h y las 16:00 h).
Günsche abandonó el estudio y anunció que Hitler estaba muerto. De acuerdo con sus instrucciones escritas y verbales, los dos cuerpos fueron llevados escaleras arriba y, a través de la salida de emergencia del búnker, al jardín detrás de la Cancillería del Reich, donde fueron quemados con gasolina. Misch informó de la muerte de Hitler al SS-Obersturmbannführer Franz Schädle y regresó a la centralita telefónica; más tarde recordó que alguien gritaba que el cuerpo de Hitler estaba siendo quemado. Debido a que no habían funcionado los primeros intentos de encender la gasolina, Linge regresó al búnker y volvió con un grueso rollo de papeles, Bormann los encendió y los arrojó sobre los cuerpos. Cuando los dos cadáveres se incendiaron, un grupo que incluía a Bormann, Günsche, Linge, Goebbels, SS-Obersturmbannführer Erich Kempka, SS-Obersturmbannführer Peter Högl, SS-Hauptsturmführer Ewald Lindloff y SS-Obersturmführer Hans Reisser alzó los brazos en señal de saludo justo al ingresar por la puerta del búnker.
Alrededor de las 16:15, Linge ordenó al SS-Untersturmführer Heinz Krüger y el SS-Oberscharführer Werner Schwiedel que enrollaran la alfombra en el estudio de Hitler para quemarla. Tiempo después, Schwiedel declaró que al ingresar al estudio vio un charco de sangre del tamaño de un «platón de cena» junto al reposabrazos del sofá. Al encontrar un casquillo percutido, se inclinó y lo recogió, desde donde estaba sobre la alfombra, a aproximadamente un mm de una pistola 7.65. Después ambos quitaron la alfombra manchada de sangre, la subieron por las escaleras y la llevaron al jardín de la Cancillería del Reich. Allí fue colocada en el suelo y quemada.
Los soviéticos bombardearon el área dentro y alrededor de la Cancillería del Reich durante la tarde. Los guardias de las SS trajeron bidones adicionales de gasolina para quemar aún más los cadáveres. Linge luego notó que el fuego no destruía completamente los restos, ya que los estaban quemando al aire libre, donde la distribución del calor varía. Los cadáveres estuvieron ardiendo desde las 16:00 h hasta las 18:30 h. Aproximadamente a las 18:30 h, Lindloff y Reisser cubrieron los restos en un cráter de bomba poco profundo.

## Consecuencias
El primer indicio al mundo exterior de que Hitler había muerto vino de los propios alemanes. El 1 de mayo, la emisora de radio Reichssender Hamburg interrumpió su programa normal para anunciar su muerte esa tarde y presentó a su sucesor, el presidente Karl Dönitz, quien pidió al pueblo alemán que llorara a su Führer, fallecido, según él, como un héroe en defensa de la capital del Reich. Con la esperanza de salvar al ejército y la nación mediante la negociación de una capitulación parcial ante los británicos y los estadounidenses, Dönitz autorizó una retirada del combate en el oeste. Su táctica fue algo exitosa: permitió que alrededor de 1.8 millones de soldados alemanes evitaran la captura por los soviéticos, pero tuvo un alto costo por el derramamiento de sangre, ya que las tropas continuaron luchando hasta el 8 de mayo.
El General der Infanterie Hans Krebs se reunió con el soviético Vasili Chuikov antes de las 04:00 h del 1 de mayo, para darle la noticia de la muerte de Hitler, mientras intentaba negociar un alto el fuego y abrir «negociaciones de paz». Iósif Stalin fue informado del suicidio de Hitler alrededor de las 04:05 h (CET), trece horas después del evento. Exigió la rendición incondicional —que Krebs no estaba autorizado a dar—, demandó la confirmación de que Hitler estaba muerto y ordenó a la unidad SMERSH del Ejército Rojo que encontrara el cadáver. En la madrugada del 2 de mayo, los soviéticos capturaron la Cancillería del Reich. Dentro del Führerbunker, Krebs y el General der Infanterie Wilhelm Burgdorf se suicidaron con un disparo en la cabeza.
El 4 de mayo, Iván Klimenko, comandante de SMERSH, descubrió gracias a un subordinado los restos carbonizados de Hitler, Braun y dos perros —se cree eran Blondi y su descendencia, Wulf— en un cráter de bomba. Fueron exhumados al día siguiente y entregados en secreto a la Sección de Contraespionaje SMERSH del III Ejército de Asalto en Buch. Stalin mostró escepticismo en que Hitler estuviera muerto y restringió la divulgación de información al público. El 11 de mayo, parte de una mandíbula inferior con trabajo dental fue identificada como la de Hitler; la asistente de su dentista Hugo Blaschke, Käthe Heusermann, y el tecnólogo dental Fritz Echtmann confirmaron la identidad de los restos dentales de la pareja. Los detalles de la autopsia soviética se hicieron públicos en 1968, y odontólogos forenses de la Universidad de California en Los Ángeles los utilizaron para confirmar la identidad de los restos en 1972.

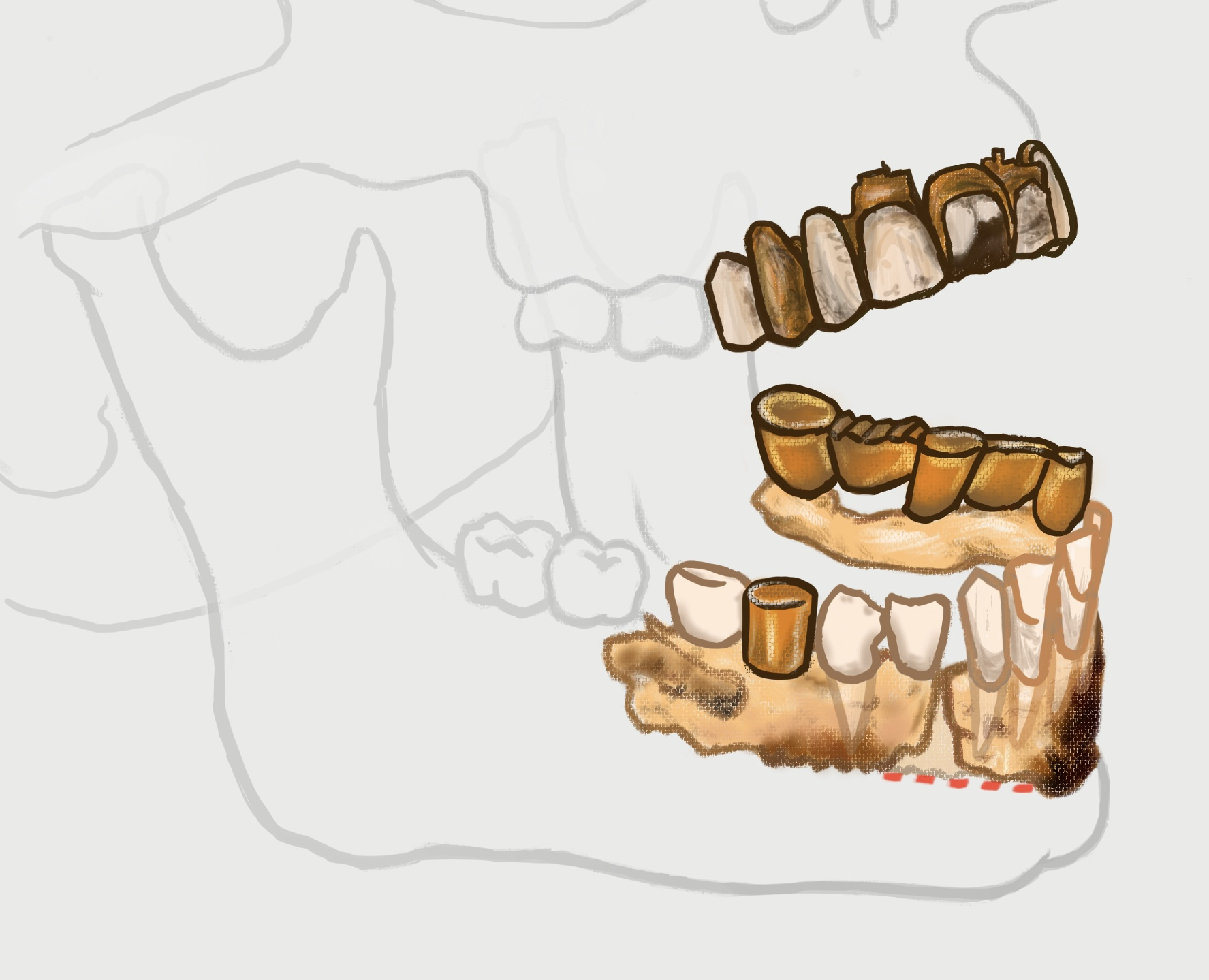
Lo único que se pudo comprobar es que se encontraron restos dentales de Hitler.

La escritora Elena Rzhévskaya, quien fuera intérprete asesora del SMERSH en Berlín en 1945, también testimonió en sus memorias autobiográficas denominada-" Memorias de una intérprete en tiempos de guerra"-, lo anteriormente indicado, Hitler se había suicidado y su reconocimiento fue solo por comparación de los testimonios de la asistente dental Käthe Heusermann y los restos de las mandíbulas del líder nazi, el gobierno estalinista le había prohibido cualquier divulgación ya que deseaba que la duda sobre la muerte de Hitler fuera de provecho político.
A principios de junio de 1945, los cuerpos de Hitler, Braun, Joseph, Magda Goebbels y seis niños, Krebs, Blondi y otro perro fueron trasladados de Buch a Finow, donde el guardia de las SS que enterró a Hitler volvió a identificar sus restos. Los cuerpos fueron enterrados de nuevo en un bosque en Brandeburgo el 3 de junio y finalmente exhumados y trasladados a las nuevas instalaciones de la unidad SMERSH en Magdeburgo, donde fueron enterrados en cinco cajas de madera el 21 de febrero de 1946. Para 1970, la instalación estaba bajo el control de la KGB y se tenía programado cederla a Alemania Oriental. Preocupado de que un sitio de entierro conocido de Hitler pudiera convertirse en un santuario neonazi, Yuri Andrópov, director de la KGB, autorizó una operación para destruir los restos enterrados allí en 1946. Un equipo de la KGB recibió mapas detallados del entierro y, el 4 de abril de 1970 exhumó en secreto los restos de diez u once cuerpos «en un estado avanzado de descomposición». Los restos fueron quemados y aplastados, y las cenizas arrojadas al río Biederitz, un afluente del cercano Elba.

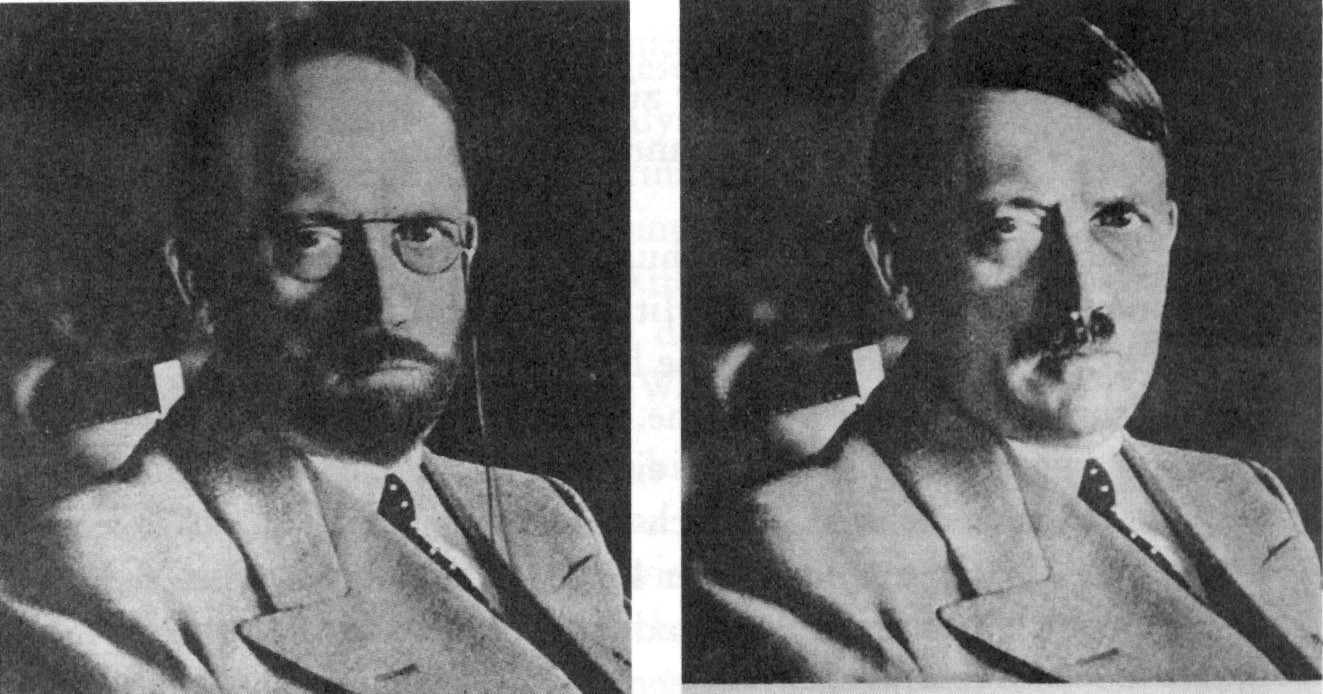
Montaje fotográfico de Hitler por el Servicio Secreto de los Estados Unidos en 1944, para mostrar cómo podría disfrazarse para evadir la captura.

Por razones de motivación política, la Unión Soviética presentó varias versiones del destino de Hitler. Cuando en julio de 1945 los periodistas preguntaron cómo había muerto, Stalin dijo que Hitler vivía «en España o Argentina». En noviembre de 1945, Dick White, jefe de contrainteligencia en el sector británico de Berlín, hizo que su agente Hugh Trevor-Roper investigara el asunto para contrarrestar las afirmaciones soviéticas. Su informe fue publicado en 1947 como The last days of Hitler. En los años posteriores a la guerra, los soviéticos insistieron en que Hitler no estaba muerto, sino que había escapado bajo la protección de los antiguos Aliados occidentales.
El 30 de mayo de 1946, agentes de MVD recuperaron dos fragmentos de una calavera del cráter donde Hitler fue enterrado. El hueso parietal izquierdo tenía daños por arma de fuego. Esta pieza permaneció sin catalogar hasta 1975 y fue redescubierta en los Archivos Estatales de Rusia en 1993. En 2009, se realizaron pruebas forenses y de ADN en una pequeña pieza separada del fragmento del cráneo, que los funcionarios soviéticos habían creído durante mucho tiempo que era de Hitler. Los exámenes de investigadores estadounidenses revelaron que en realidad pertenecía a una mujer y la inspección de las suturas del cráneo estableció que tenía alrededor de 40 años.

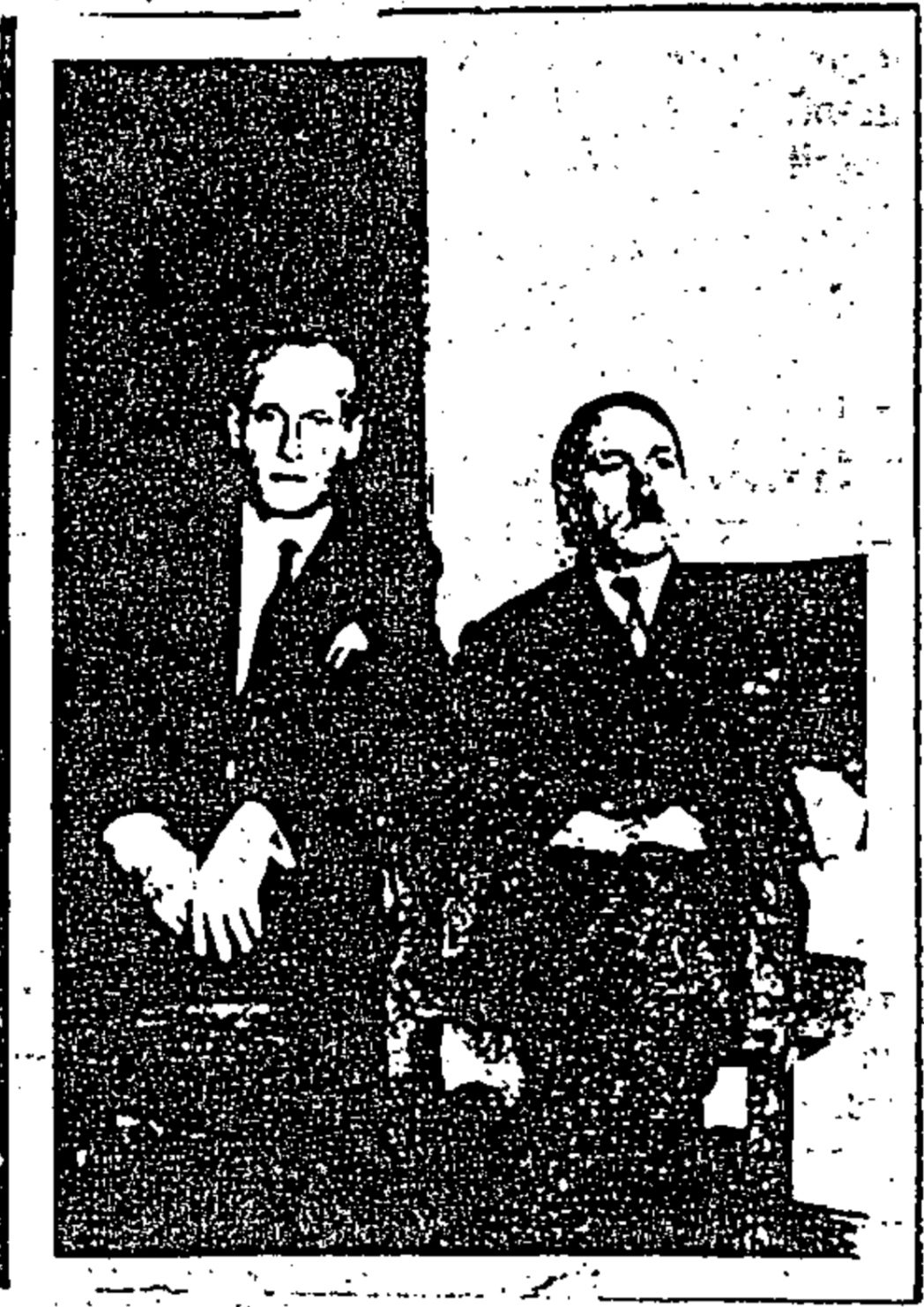
Una supuesta fotografía de Hitler en 1954 (CIA microfilme)

Entre finales de la década de 1940 y 1950, el FBI y la CIA documentaron muchas pistas posibles de que Hitler pudiera estar vivo, sin prestarles relevancia. Los documentos fueron desclasificados bajo la Ley de Divulgación de Crímenes de Guerra Nazi (Nazi War Crimes Disclosure Act) de 1998 y comenzaron a publicarse en línea a principios de la década de 2010. El secreto en el que se envolvió la investigación ha inspirado varias teorías de conspiración.
El 29 de diciembre de 1949 se presentó un expediente secreto a Stalin, basado en el minucioso interrogatorio a los nazis que habían estado presentes en el Führerbunker, como Günsche y Linge. A los historiadores occidentales se les permitió el ingreso a los archivos de la antigua Unión Soviética a partir de 1991, pero el expediente permaneció sin descubrir durante doce años; en 2005 se publicó como The Hitler book.
En 1968, el periodista soviético Lev Bezymenski publicó su libro The death of Adolf Hitler, que incluye detalles de la autopsia. El presunto examen forense soviético dirigido por Faust Shkaravskiy concluyó que Hitler había muerto de envenenamiento por cianuro, aunque Bezymenski teorizó que él solicitó un tiro de gracia para asegurar su muerte rápida. Años después, Bezymenski admitió que su trabajo tenía «mentiras deliberadas», como la forma de la muerte.
En 2018 un equipo de científicos franceses publicaron en el «European Journal of Internal Medicine» un estudio de los restos de Hitler conservados en Moscú. En los dientes no se encontraron restos de pólvora, por lo que se descarta que introdujese una pistola en su boca para suicidarse, y se descubrieron depósitos azulados que podrían ser fruto de una reacción del cianuro con las prótesis de metal de los mismos.